# (36319) 2000 LO20
2000 LO20 (asteroide 36319) é um asteroide da cintura principal. Possui uma excentricidade de 0.18240790 e uma inclinação de 4.87746º.
Este asteroide foi descoberto no dia 8 de junho de 2000 por LINEAR em Socorro.